# Фарелюк, Антон Михайлович
Антон Михайлович Фарелюк (1972—1993) — младший сержант милиции, участник разгона Верховного Совета России, Герой Российской Федерации (1993).

## Биография
Антон Фарелюк родился 19 апреля 1972 года в Москве. Окончил восемь классов Московской средней школы № 208, затем ОПТУ № 142, после окончания которого в течение года работал электромонтажником на электроламповом заводе. В декабре 1990 года Фарелюк был призван на службу в Советскую Армию. Служил в морских пограничных войсках, был торпедистом катера, дублёром старшего минёра, пулемётчиком. После увольнения в запас Фарелюк пошёл на службу в органы МВД. Был милиционером 4-го межмуниципального отдела вневедомственной охраны при УВД Северного административного округа Москвы.
4 октября 1993 года в 8:20 в составе сводного отряда УВД Северного округа Фарелюк прибыл обеспечивать порядок в район перекрёстка улицы 1905 года и Шмитовского проезда. В течение дня он несколько раз участвовал в перестрелках. К вечеру сторонники Верховного Совета предприняли попытку прорвать оцепление вокруг Белого Дома. Нападавшие открыли огонь по сотрудникам милиции. Фарелюк вступил в перестрелку, вызвав тем самым огонь на себя, что позволило его товарищам перейти в более защищённое место. В перестрелке Фарелюк погиб. Похоронен на Митинском кладбище Москвы.
Указом Президента Российской Федерации № 2321 от 30 декабря 1993 года младший сержант милиции Антон Фарелюк посмертно был удостоен высокого звания Героя Российской Федерации.